# Velykomykhaïlivka
Velykomykhaïlivka (en ukrainien : Великомихайлівка, en russe : Великомихайловка, Velikomikhaïlivka) est une localité de l'est de l'Ukraine, dépendant de l'oblast de Dnipropetrovsk et du raïon de Synelnykove. Sa population s'élevait à 1963 habitants en 2001.

## Géographie
La localité se situe dans les confins sud-est de l'oblast de Dnipropetrovsk, non loin de la limite administrative avec l'oblast de Donetsk. Elle est assise sur la rive nord de la rivière Vovtcha, face à sa confluence avec la rivière Vorona. La rivière Vovtcha est un affluent de la rivière Samara, dans le système hydrologique de la rive gauche du fleuve Dniepr. La localité se trouve à 79,6 km au sud-est de la ville de Synelnykove, et à 119 km au sud-est de celle de Dnipro.

### Communauté territoriale
Velykomykhaïlivka regroupe autour d'elle plusieurs villages, parmi lesquels Maliivka, Vorone, Ianvarske, Novoselivka, Sosnivka, ou Orestopil.